# Palaeochrysophanus paraeurydice
Palaeochrysophanus paraeurydice är en fjärilsart som beskrevs av Ruggero Verity 1946. Palaeochrysophanus paraeurydice ingår i släktet Palaeochrysophanus och familjen juvelvingar. Inga underarter finns listade i Catalogue of Life.